# Funäs
Funäs är en by i Myssjö distrikt (Myssjö socken) i Bergs kommun, Jämtlands län.
Funäs ligger cirka 7 km söder om Ovikens tätort. Funäs har en gammal ångbåtsbrygga vid Sannsundets möte med Södra Storsjöflaket. 
Bebyggelsen är av gammalt datum. Namnet förekommer redan på 1400-talet. Förr i tiden hölls ting på länsmansgården i Funäs. I denna gård bor numera skådespelaren Mikael Rahm.
Orten förbinds med omvärlden bl.a. via länsväg Z 583.